# Констанцький собор

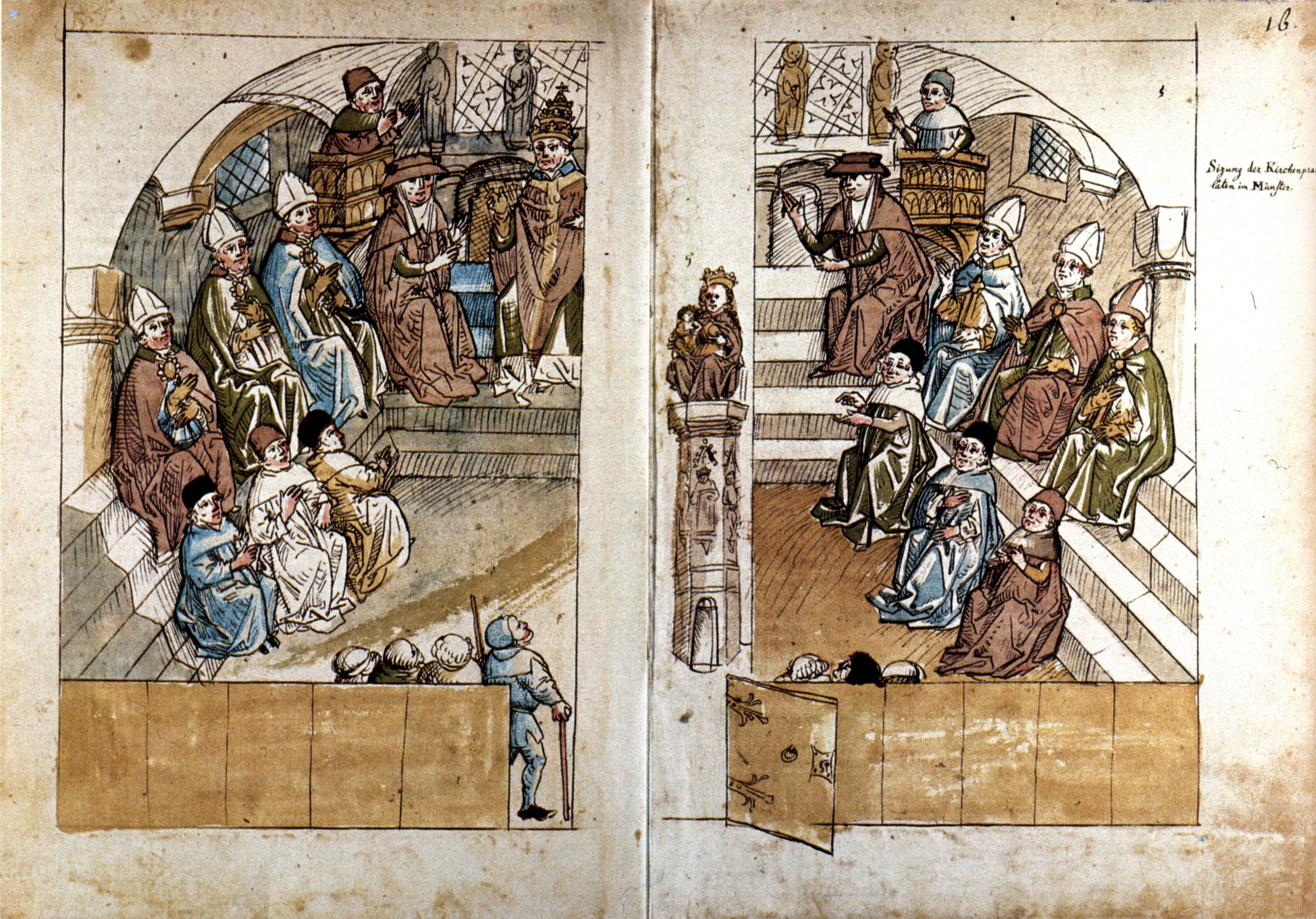
Засідання у кафедральному соборі Констанца

Ко́нстанцький собор (лат. Concilium Constantiense, нім. Konzil von Konstanz) — XVI Вселенський собор католицької церкви, що засідав у місті Констанц (південна Німеччина) з 16 листопада 1414 до 22 квітня 1418 року. Головним завданням собору було подолати результати великого розколу католицької церкви.
До Констанца прибуло 30 кардиналів, 400 єпископів, багато інших духовних, представники держав — всього близько 18 тисяч людей. Литовсько-руську митрополію на соборі представляв митрополит Київський Григорій Цамблак.
На той час католицька церква перебувала в глибокій кризі та схизмі — одночасно правило троє пап. На соборі усіх трьох поточних пап Івана XXIII, Григорія XII та Бенедикта XIII було позбавлено посади. Григорій XII — задовольнився кардинальським титулом; Іван XXIII — утік з собору, був заарештований і позбавлений влади; а Бенедикта XIII довелося позбавити влади заочно, оскільки дістатися до нього в Авіньйоні (де він перебував) було неможливо. Замість них було обрано єдиного Папу Римського Мартина V.
Крім того, протягом чотирьох років роботи собору було вирішено багато проблем щодо оновлення церкви та церковної доктрини. Зокрема, були засуджені «реформаторські» погляди англійця Джона Вікліфа та чеха Яна Гуса. Також, на соборі були прийняті два документи. Один проголошував, що собор, який представляє всю вселенську церкву, має найвищу владу, дану йому Христом, і всі, не виключаючи Папи, повинні підкорятися цій владі. Інший встановлював, що собор буде збиратися регулярно, через певну кількість років. Обидва ці документи були вираженням тези про верховенство влади собору над папством (теза конциліаризму) і тому не були підтверджені Папою Римським.
Під час роботи собору, 6 липня 1415 року за звинуваченням у єресі був засуджений до спалення чеський проповідник Ян Гус, а 30 травня 1416 — його сподвижник Ієронім Празький.

## Учасники
- Григорій Цамблак — православний митрополит Київський, представник великого князя литовського Вітовта.